# 清里イーハトーヴユースホステル
清里イーハトーヴユースホステル（きよさとイーハトーヴユースホステル）は日本ユースホステル協会に加盟している、北海道斜里郡清里町向陽のユースホステル。
丘の上に位置し、斜里岳、オホーツク海が望める。

## 設備
- 個人や小グループに適している
- グループで一室利用可
- 余裕があればグループで一室利用可
- 駐車場あり
- 駐輪場あり
- 自炊室あり
- 洗濯機あり
- 乾燥機あり
- 荷物預かりあり
- クレジットカード可
- 周辺に温泉あり
- レンタサイクルあり

## 休館
- 臨時休館あり

## アクセス
- 釧網本線清里町駅下車徒歩25分